# ChatGPT в освіті

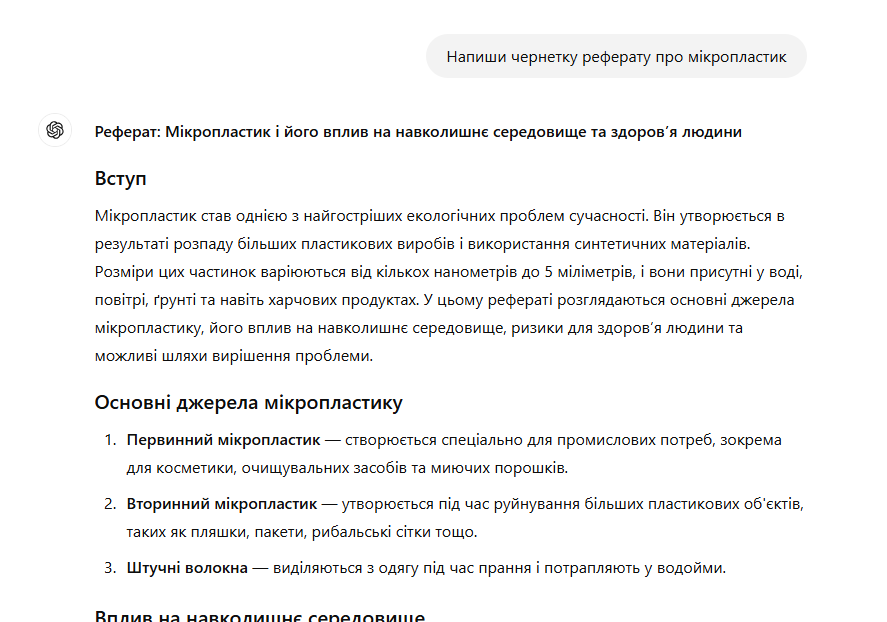
Результат роботи ChatGPT, що створює чернетку реферату

З моменту публічного запуску ChatGPT компанією OpenAI у листопаді 2022 року інтеграція чат-ботів в освіту спричинила значні дискусії та розвідки. Думки освітян суттєво різняться: деякі ставляться до користі великих мовних моделей скептично, водночас багато хто вбачає в них цінні інструменти.
ChatGPT має багато освітніх застосувань, включно з наданням оглядів тем, породженням ідей і допомогою у створенні чернеток. Одне з досліджень 2023 року підкреслило більшу прихильність до цього інструмента серед викладачів у порівнянні з учнями. Крім того, чат-боти демонструють потенціал у сфері індивідуалізованого навчання.
Зусилля щодо заборони в школах чат-ботів, як-от ChatGPT, зосереджуються на запобіганні шахрайству, проте примус стикається з труднощами через неточності виявляння ШІ та широкодоступність технології чат-ботів. Заборона також може заважати учням навчатися ефективного використання технологій, водночас напружуючи стосунки між учителями та учнями.

## Передумови
ChatGPT — це віртуальний помічник, розроблений компанією OpenAI та запущений у листопаді 2022 року. Він використовує передові моделі штучного інтелекту (ШІ), відомі як породжувальні попередньо треновані трансформери (англ. Generative pre-trained transformer, GPT), наприклад GPT-4o, для породжування тексту. Моделі GPT це великі мовні моделі, попередньо натреновані передбачувати наступний токен у великих обсягах тексту (токен зазвичай відповідає слову, частині слова чи пунктуації). Це попереднє тренування дає їм змогу породжувати текст, схожий на створений людиною, шляхом багаторазового передбачування найімовірнішого наступного токена. Після попереднього тренування ці моделі GPT було донастроєно для виконання в ролі помічника, підвищення точності відповідей і зменшення шкідливого вмісту за допомогою керованого навчання та навчання з підкріпленням людським зворотним зв'язком (англ. reinforcement learning from human feedback, RLHF).

## Ефективність і застосування
В оцінюванні у січні 2023 року ChatGPT продемонстрував успішність, порівнянну з рівнем випускників таких закладів, як Університет Міннесоти і Вортонська школа бізнесу. У сліпому дослідженні, проведеному в Юридичній школі Університету Вуллонгонга, порівнювали GPT-3.5 та GPT-4 із 225 студентами під час семестрового іспиту з кримінального права. Результати показали, що середній бал студентів був значно вищим, ніж у цих моделей GenAI.
Його застосування у таких сферах, як комп'ютерне програмування та чисельні методи, було досліджено та виправдано. Дослідження психолога-оцінювача Еки Ройвайнен припускає, що вербальний коефіцієнт інтелекту ChatGPT відповідає приблизно верхнім 0,1 % учасників тестування. Один із помітних недоліків ChatGPT — випадкові неточності, що виявляються у навчальних завданнях, особливо в технічних дисциплінах, як-от математиці, як зазначають такі викладачі, як Ітан Моллік із Вортонської школи бізнесу.
Опитування, проведене в період з березня по квітень 2023 року, показало, що 58 % американських учнів визнали використання ChatGPT, з яких 38 % робили це без згоди вчителів, що підкреслює складність накладання заборон.
У відповідь на попит у сфері освіти OpenAI у травні 2024 року запустила «ChatGPT Edu», щоби забезпечити університетам доступ до цієї технології за доступною ціною.
Такі інструменти ШІ, як ChatGPT, продемонстрували перспективи у вдосконаленні навичок грамотності серед підлітків і дорослих. Вони надають миттєвий зворотний зв'язок щодо письма, допомагають у породжуванні ідей і сприяють поліпшенню граматики та словникового запасу. Ці інструменти також можуть підтримувати учнів із вадами, як-от дислексією, допомагаючи з перевіркою правопису та граматики. Окрім того, ШІ сприяє розвитку навичок мислення вищого рівня, автоматизуючи завдання нижчого рівня, що дозволяє учням зосереджуватися на складних концептуальних питаннях. Інструменти ШІ, як-от GitHub Copilot, аналогічні ChatGPT, значно вплинули на програмування, підвищуючи продуктивність і впливаючи на сприйняття ШІ серед розробників у технічних сферах.
Компанія освітніх технологій Chegg, що була вебсайтом, призначеним допомагати студентам з домашніми завданнями за допомогою бази даних зібраних робочих аркушів і завдань, стала однією з найбільших бізнес-жертв ChatGPT. Після квартального звіту про доходи у травні 2023 року її акції втратили майже половину своєї вартості.
2023 року в рамках одного з досліджень роль ChatGPT у сфері освіти піддали критичному розгляду. Автори цього дослідження доручили ChatGPT створити SWOT-аналіз самого себе в освітньому середовищі, виявивши декілька ключових нюансів і потенційних напрямків використання. Вони відзначили, що хоча ChatGPT і може породжувати відповіді, схожі на людські, й допомагати в індивідуалізованому навчанні, він також має обмеження. Наприклад, ШІ може надавати неточну інформацію, відому як «галюцинації», яку студентам важко відрізнити від правильних відповідей. Це підкреслює важливість навчання цифрової грамотності та критичного мислення. У цьому дослідженні також зазначили, що відповідям ChatGPT часто бракує глибини в розумінні ширших освітніх цілей і процесів, оскільки вони здебільшого спрямовані на надання негайних відповідей на запити. Дослідники обговорили потенційні упередження в тренувальних даних ChatGPT та етичні наслідки його використання, зокрема контроль розробників над породжуваним вмістом.

### Академічна недоброчесність та виклики
Здатність ChatGPT породжувати результати завдань викликала занепокоєння щодо академічної доброчесності, особливо в написанні рефератів. Критики передбачають потенційне зловживання та зниження цінності традиційних навичок письма.
Один із випадків, як повідомляє Rolling Stone, стався, коли професор Техаського університету A&M використав ChatGPT для перевірки студентських робіт, намагаючись визначити, чи були результати завдання створені з використанням цієї мовної моделі. ChatGPT видав результат, за яким усі студенти використовували його, після чого професор одразу виставив усім незадовільні оцінки. Проте Rolling Stone зазначає, що ChatGPT не може надійно визначати, чи використовували його для написання результатів завдань студентам, а в дописі у спільноті Reddit, присвяченій ChatGPT, ця ситуація викликала широкий резонанс, і багато користувачів розкритикували професора за брак розуміння можливостей цього чат-бота.
Новіше дослідження 2024 року виявило, що підвищене навчальне навантаження та дефіцит часу змушують студентів частіше використовувати ChatGPT. Водночас така залежність пов'язана з негативними наслідками, як-от прокрастинацією, погіршенням пам'яті та зниженням академічної успішності.

## Підтримка та протидія
Вплив ChatGPT на освіту, особливо в галузі вивчення англійської мови, є предметом активних дискусій. Погляд Деніела Германа відображає занепокоєння щодо потенційного знецінення навичок письма, якщо ШІ може створювати текст так само легко, як і люди. Наомі С. Барон зазначає: «Якщо породження тексту штучним інтелектом пише за нас, ми позбавляємо себе можливості самостійно продумувати проблеми». Вона також вказує на ризик «ковзкої доріжки», коли студенти дозволяють породжувальному ШІ контролювати зміст і стиль їхніх робіт, що призводить до зниження відчуття відповідальності за власний текст. Освітянам, можливо, доведеться переосмислити практичність і цінність письма у вищій освіті. Наприклад, у бізнес-школах могли би змінити підхід до письма з підготовки до кар'єри на вільномистецький підхід, де письмо розглядають як «основу багатого та значущого життя». За словами Кейті Мейджор, реакція викладачів різних факультетів Ешлендського університету на ШІ варіювалася залежно від їхньої спеціалізації. Напрями, які розглядали письмове слово як таке, що несе «значну цінність», були схильні більше турбуватися впливом ШІ на освіту, на відміну від напрямів, де письмо вважають «прагматичним засобом для досягнення іншої мети». Інші наголошують на необхідності викладачам пристосовувати їхні методи викладання для більшого зосередження на розвитку критичного мислення та міркування, оскільки такі інструменти ШІ, як ChatGPT, можуть потенційно використовуватися для плагіату чи породжувати упереджений вміст.
Хоч занепокоєння щодо піднесення ШІ та його можливого використання для плагіату та породження упередженого вмісту і зростає, деякі вважають, що ChatGPT сам по собі є дієвим інструментом для покращення критичного мислення та міркування студентів. Один із прикладів на практиці стосується студента, якому було задано проаналізувати творчість співака й автора пісень Burna Boy. ChatGPT не зміг запропонувати докладний аналіз політичної пісні Burna Boy і лише допоміг перекласти нігерійський піджин і сленг, а також надав список форумів, де нігерійські шанувальники інтерпретували значення пісні. Проте ця обмеженість створила можливість для студента взаємодіяти з іншими, дозволивши глибше осмислити й критично оцінити зміст. Маррел Де Матас із Массачусетського університету в Емгерсті пропонує «модель на основі розпитування», де автор розв'язує проблеми й покращує свої навички критичного мислення та письма, взаємодіючи з ChatGPT. Де Матас також радить «орієнтований на користувача підхід до процесу письма», який ставить користувача вище за технологію. Цей «орієнтований на користувача підхід» містить дві ключові складові. Перше — це акцент на рефлексивному письмі, що спонукало би студентів розглядати письмо як процес, а не продукт, як це може бути з ChatGPT. Друге — це щоби студенти оцінювали відповіді чат-бота за їхньою спроможністю надавати інформацію з певної теми та обмеженнями джерел, з яких він отримує інформацію.
Деякі наголошують на зміні підходів до викладання, з акцентом на якості письма та читання, на противагу кількості. Наприклад, якщо освітяни скинуть оберти, задаючи один реферат чи одну книгу на семестр, це може дозволити студентам приділяти більше уваги «осмисленню, дослідженням і критичному вдумуванню через створення кількох чернеток і редакцій».
Зростає занепокоєння щодо впливу ChatGPT не лише на студентів, а й на самих освітян. Через поширення використання ChatGPT в освіті значного удару можуть зазнати письменницькі центри. Незважаючи на існування локальних політик щодо використання ШІ, політик на загальноуніверситетських рівнях поки бракує. Це створює додаткове навантаження на наставників у письменницьких центрах, які можуть бути змушені виступати «контролерами клієнтів» для запобігання неетичному використанню створеного ШІ письма. За опитуванням 2024 року, проведеним у письменницьких центрах, учасники зазначили, що вони вважають, що їм доведеться консультувати клієнтів щодо «етичних питань використання інструментів ШІ» та «розпізнавати текст, створений ШІ, й обговорювати питання академічної доброчесності». Деякі запропонували шляхи розв'язання цієї проблеми, зокрема використання цифрових водяних знаків на створених ШІ працях, щоби відрізняти їх від оригінальних студентських праць.
Це складне питання, з різними поглядами та підтекстами щодо того, як освіта може розвиватися у майбутньому. Теорія, що ChatGPT зруйнує освіту, викликає стільки же заперечень, скільки й підтримки. Кевін Браун із Christianity Today написав, що людський мозок залишається стабільно кращим у створенні матеріалів, ніж ChatGPT. Браун також стверджує, що дух освіти продовжуватиме існувати, а ChatGPT може лише революціонізувати методи викладання. Кевін Рус із The New York Times зазначив, що заборона ChatGPT ніколи не буде дієвою, оскільки буде неможливо контролювати її дотримання. Рус пояснює, що учні мають доступ до інтернету поза межами шкіл, що робить будь-які заборони марними. Натомість він пропонує вчителям відкрито дозволити це в окремих завданнях, подібно до використання калькуляторів, і стверджує, що найкращим підходом є навчання із залученням ШІ. Усні іспити також розглядають як приклад методу навчання, який дозволяє дієвіше перевіряти знання учнів у форматі 1:1, оминаючи проблему автоматизованого виконання завдань.
Ця технологічна еволюція спонукає освітян переосмислити педагогічні підходи, зосереджуючи увагу на розвитку критичного мислення та етичного використання ШІ. Прихильники закликають до відповідального вбудовування ChatGPT в освітні структури, використовуючи його потенціал для поліпшення навчальних результатів за допомогою індивідуалізованих підходів.

### Заборони
Деякі навчальні заклади ухвалили рішення заборонити доступ до ChatGPT. Причини таких рішень різняться, але серед головних чинників можна виділити занепокоєння щодо потенційного зловживання, як-от плагіату або покладання на ШІ у виконанні письмових завдань. ChatGPT зазнав низки заборон у певних освітніх установах. Одним із перших округів, які заборонили використання цього інструмента, став Об’єднаний шкільний округ Лос-Анджелеса, який заблокував доступ до цього інструменту менш ніж через місяць після його офіційного випуску. За повідомленнями, Департамент освіти міста Нью-Йорк заблокував доступ до ChatGPT у грудні 2022 року, й офіційно оголосив про заборону близько 4 січня 2023 року.
У лютому 2023 року Гонконзький університет надіслав викладачам і студентам електронного листа, в якому повідомив, що використання ChatGPT або інших інструментів ШІ заборонено в усіх заняттях, завданнях та оцінюваннях університету. Будь-які порушення розцінюватимуть як плагіат, якщо студент не отримає попереднього письмового дозволу від викладача курсу.

### Зсув у сприйняттіChatGPTв освіті
Деякі школи у США оголосили на 2023—2024 навчальний рік про скасування своїх заборон використання ChatGPT. Місто Нью-Йорк скасувало свою заборону у травні 2023 року, замінивши її заявою, яка заохочує учнів навчатися використовувати породжувальний ШІ. У сільській місцевості штату Вашингтон державні школи Волла-Волла також оголосили про скасування заборони на використання ChatGPT в учнівських завданнях. Один професор Університету Каліфорнії в Лос-Анджелесі дозволив включати ChatGPT у процес написання праць його студентами замість забороняти використання цієї технології. Він стверджує, що освітяни повинні навчати студентів використовувати ChatGPT етично та продуктивно, адже заборонити його використання студентами практично неможливо. Він також обговорює переваги навчання писати якісно за допомогою ШІ та наголошує на важливості бути відповідальними користувачами ШІ.

### Використання у завданнях
Деякі професори створили окремі університетські курси, спеціально розроблені для тренування породжувального ШІ. Наприклад, професор Університету штату Аризона Ендрю Мейнард і професор Вандербільта Жуль Уайт розробили новий курс, присвячений конструюванню підказок для чат-ботів породжувального ШІ. Інші викладачі, як-от Ітан Моллік із Вортона, враховуючи неминуче використання породжувального ШІ студентами попри заборони, не лише прийняли використання породжувального ШІ, але й зобов'язали всіх студентів використовувати ChatGPT у своїх завданнях. Моллік повідомив на NPR, що використання ChatGPT загалом покращило роботи його студентів завдяки ШІ як додатковій допомозі у породжуванні ідей. Деякі професори зосередилися на створенні навчальних матеріалів, і відзначили можливості використання ChatGPT для індивідуалізації завдань відповідно до досвіду студента. 2024 року Об’єднаний шкільний округ Лос-Анджелеса представив чат-бота Ed, розробленого у відповідь на використання ChatGPT у класах. Використання ШІ в освіті має величезний потенціал. Воно може забезпечувати індивідуалізований навчальний досвід та адаптивні методи викладання.

## Програмне забезпечення виявляння
Деякі компанії відреагували на зростання використання ChatGPT та породжувального ШІ студентами, розробивши програмне забезпечення виявляння текстів, імовірно написаних ШІ. Однією з перших компаній, що розробили такі рішення, була Turnitin, яка розробила інструмент для виявляння академічної нечесності, пов'язаної з використанням ШІ. У корпоративному блозі компанія зазначала, що її база численних студентських робіт була використана для тренування власної системи виявлення. Проте, The Washington Post при тестуванні зазначили, що виявляч Turnitin помилково звинуватив невинну студентку у використанні ChatGPT для створення висновку до її реферату. Сама компанія також визнала, що її виявляч не завжди точний.
Було створено численні інструменти, як-от GPTZero, для виявляння породжених ШІ текстів, а низка інших стартапів, включно з самою OpenAI, випустили власні рішення для виявлення праць, написаних ШІ. Проте дослідження показали, що програмне забезпечення виявляння часто не впорується з виявленням вмісту, створеного ШІ, й що ці інструменти легко обдурити. Офіційний інструмент OpenAI, Classifier, запущений у січні 2023 року, видалили згодом у серпні 2023 року через низький рівень використання та проблеми з точністю.